# Roger Cicero
Roger Marcel Cicero Ciceu (Berlín, 6 de julio de 1970 - Hamburgo, 24 de marzo de 2016), conocido por su nombre artístico Roger Cicero, fue un cantante alemán de jazz, hijo del pianista Eugen Cicero.
Representó a Alemania en el Festival de la Canción de Eurovisión 2007 con el tema Frauen regier'n die Welt («Las mujeres dominan el mundo»).

## Trayectoria
Roger Cicero nació en Berlín en 1970 y se crio en el seno de una familia vinculada a la música; su padre Eugen Cicero fue un reputado pianista de jazz rumano que consiguió desertar a Alemania Federal en 1962, mientras que su madre era una bailarina llamada Lili. Cuando tenía 16 años debutó con la Orquesta Sinfónica Alemana de Berlín bajo la dirección de Horst Jankowski
A los 18 años ingresó en el conservatorio Hohner en Trossingen, al mismo tiempo que alternó sus actuaciones en la orquesta de la RIAS, en la Orquesta Federal de Jazz de la Juventud (bajo dirección de Peter Herbolzheimer) y en el grupo musical de su padre, Eugen-Cicero-Trio. Todo ello hizo que se interesara en el género jazz, por lo que entre 1991 y 1996 se marchó a Países Bajos para especializarse en ese estilo por la Escuela Superior de Arte de Hilversum. Después fue artista invitado en los grupos Jazzkantine y Soulounge, con los que participó en el Festival de Jazz de Montreux en 2003, y participó en las grabaciones de los álbumes There I Go (2005, After Hours) y Good Morning Midnight (2006, Julia Hülsmann).
En 2006, Roger Cicero publicó su primer disco en solitario, Männersachen, bajo el sello Starwatch Music y distribuido por Warner Music. Con un estilo basado en el swing del siglo XX, combinado con letras en alemán y una big band de 11 personas, la propuesta consiguió vender más de 610 000 copias en los países de habla germana, el disco de platino en Alemania y el Premio Echo 2007 al mejor artista nacional.

## Eurovisión 2007
Ese mismo año representó a Alemania en el Festival de Eurovisión 2007 con un nuevo tema, Frauen regier'n die Welt («Las mujeres dominan el mundo»), de estilo swing. A pesar de que en su país natal fue un éxito, en la final del certamen europeo no tuvo la misma suerte y quedó en 19.º lugar con 49 puntos.
Después de Eurovisión, Roger Cicero se mantuvo en la escena musical germana. Al mismo tiempo que lanzó nuevos discos como Beziehungsweise (2007), Artgerecht (2009) y In diesem Moment (2011), participó en otras actividades como la ronda alemana del Live Earth, campañas publicitarias para PETA, la banda sonora alemana de la película The Princess and the Frog y actor de reparto en películas como Hilde (2009), basada en la vida de Hildegard Knef. También fue artista invitado en programas de televisión de Sat.1 y VOX (Sing meinen Song – Das Tauschkonzert).
En 2015 publicó el disco The Roger Cicero Jazz Experience, acompañado de una extensa gira nacional, en el que él y su big band repasan adaptaciones del jazz, soul, bebop y swing de Nick Drake, Paul Simon y James Taylor entre otros artistas. Además, a finales de año lanzó el concierto en DVD Cicero Sings Sinatra - Live in Hamburg, basado en Frank Sinatra, en el que han colaborado Xavier Naidoo, Sascha Schmitz e Yvonne Catterfeld. Ese trabajo incluye un dueto de My Way con Paul Anka.
A finales de 2015, Roger Cicero tuvo que suspender su gira por un síndrome de fatiga aguda con posible miocarditis, aunque más tarde pudo reanudarla. El 

## Muerte
El 24 de marzo de 2016, un día después de su última actuación en televisión, el artista falleció a los 45 años como consecuencia de un infarto cerebral. Le sobrevivieron su esposa y un hijo.

## Discografía

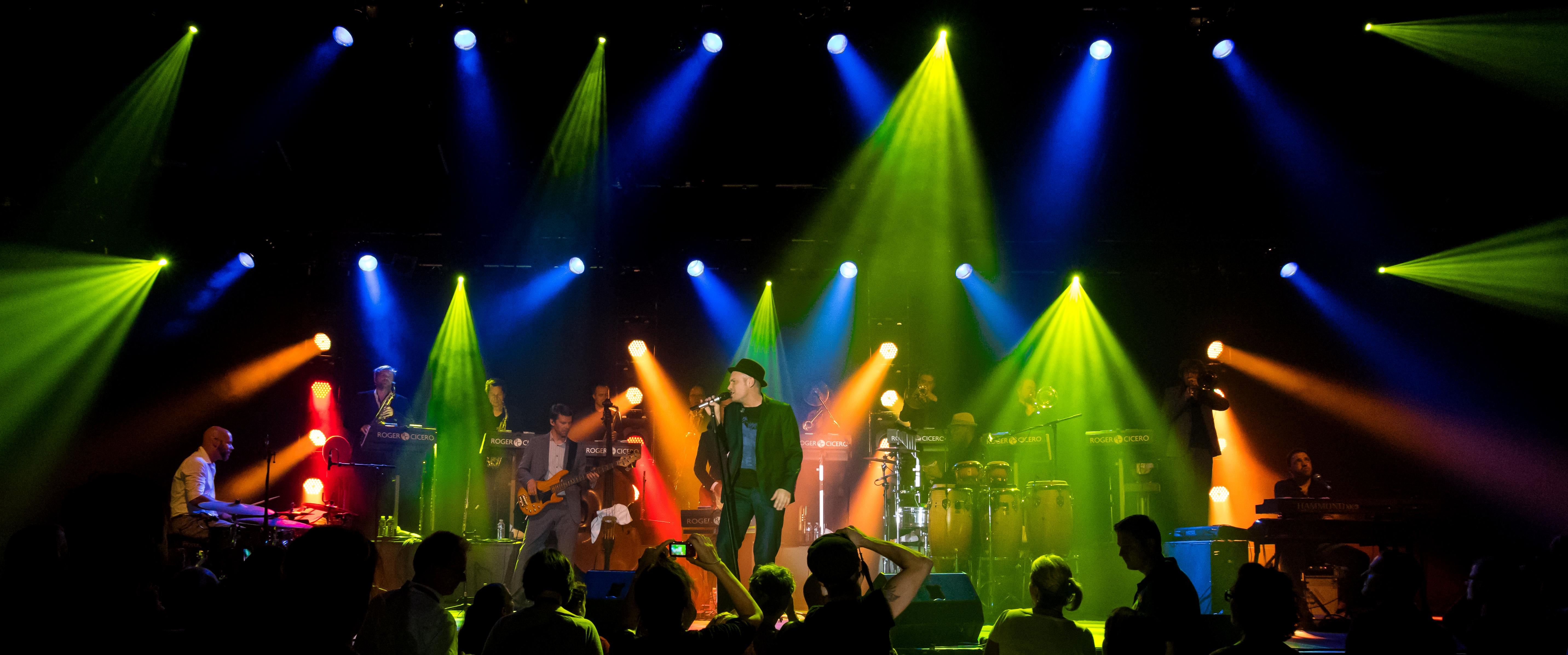
Roger Cicero y su big band en el Zelt Musik Festival de Friburgo.

### Álbumes
- 2006: Männersachen
- 2007: Beziehungsweise
- 2009: Artgerecht
- 2011: In diesem Moment
- 2015: The Roger Cicero Jazz Experience

### Sencillos
- 2006: «Zieh die Schuh aus»
- 2006: «So geil Berlin»
- 2006: «Ich atme ein»
- 2007: «Frauen regier'n die Welt»
- 2007: «Guess who rules the world»
- 2008: «Die Liste»
- 2009: «Nicht Artgerecht»
- 2011: «In diesem Moment»
- 2012: «Für nichts auf dieser Welt»